# Храстова слонска земеровка
Храстовата слонска земеровка (Elephantulus intufi) е вид слонска земеровка от южната част на Африка.

## Разпространение и местообитания
Храстовата слонска земеровка е разпространена в югоизтомна Ангола, Намибия, Ботсвана и северните части на ЮАР. Обитават сухи и полусухи местности покрити с тревиста растителност и частично обрасла с храсталаци.

## Описание
Представителите на вида притежават всички характерни черти на слонските земеровки. Средната дължина на тялото е 20,4 до 27,6 cm. Тежат от 35 до 74 грама.

## Поведение
Живеят поединично или образуват двойки. Активни са основно сутрин. Силно териториални са и образуват пътечки в ареала си по които да се движат като редовно се грижат за почистването им.

## Размножаване
Образуват моногамни двойки. Бременността трае около 50 до 52 дни и раждат по едно две малки. Една женска може да ражда 5 или 6 пъти годишно като обикновено че чифтосва през 64 – 70 дни. Раждат напълно развити малки с тегло около 10 грама, които за около 50 дни достигат размерите на родителите си.

## Хранене
Хранят се основно с термити, но нерядко консумират и растителна храна, включително и семена и плодове.